# 호남은행
호남은행(湖南銀行)은 1920년 광주에서 설립된 민간 은행이다. 1942년 동일은행에 흡수합병되었고, 이후 여러 차례 합병을 거쳐 2006년 기준으로 신한은행의 일부에 해당한다.

## 역사
1918년 광주농공은행이 조선총독부에 의해 조선식산은행으로 통폐합되면서 민족계 기업인들이 쓸 수 없게 되었다. 이에 현준호(玄俊鎬)와 김상섭(金商燮) 등 호남 유지들이 1920년 8월 민족자본 은행인 호남은행을 설립하였다.
광주·목포·순천 등에 지점이 있었으며, 1933년에는 동래은행을 흡수합병하여 경상도까지 지역을 넓혔다.
1942년 조선총독부에 의해 동일은행으로 강제 합병당했다.